# 三国演义 (电视剧)
《三國演義》是一部根据中国古典四大名著中的《三国演义》改编的大型史诗电视连续剧，是中国中央电视台四大名著电视剧计划中的第三部，前两部先后是《西游记》和《红楼梦》。由中国电视剧制作中心於1990年開始製作，1994年播映，耗資1.7億元人民幣，群众演员動員中国人民解放軍10万人以上。該電視劇曾获得中国电视剧飞天奖的优秀连续剧、优秀男演员、优秀美术奖；中国电视金鹰奖最佳长篇电视剧、金龙奖等奖项。《三国演义》一经播出，全国收视率达47%。
亞洲電視购买了该剧香港播映权，改名《三国演义超智版》，在本港台以香港粵語配音播出，並請來馮兩努為劇集主持點評節目《三國啟示錄》，幫助觀眾理解名著。台湾中天电视和中国电视购买了该剧台湾播映权。日本NHK卫星第2频道购买了该剧日本播映权，以日本语配音播出。

## 剧情
本剧描述了从公元八八年汉和帝登基以后开始，以东汉末年黄巾之乱、群雄逐鹿，到赤壁鏖战后三国鼎立，最后公元二六六年晋武帝登基、天下归晋的整个过程。具体战役以黄巾之乱为开始，以最后一幕司马炎受禅登基为结束。涵盖了《三国演义》整部小说，时间跨度长达178年之久。
剧中以刘备、诸葛亮、曹操、孙权、关羽、张飞6人为核心角色。

## 目录

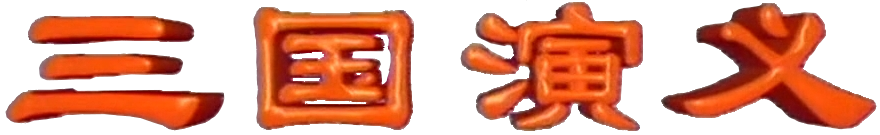
三国演义图标

### 第一季：群雄逐鹿
| 集数 | 名称          | 编剧   | 导演   | 作曲   | 制片主任 |
| ---- | ------------- | ------ | ------ | ------ | -------- |
| 1    | 桃园三结义    | 杜家福 | 蔡晓晴 | 李一丁 | 尤世军   |
| 2    | 十常侍乱政    | 杜家福 | 蔡晓晴 | 李一丁 | 尤世军   |
| 3    | 董卓霸京师    | 杜家福 | 蔡晓晴 | 李一丁 | 尤世军   |
| 4    | 孟德献刀      | 杜家福 | 蔡晓晴 | 李一丁 | 尤世军   |
| 5    | 三英战吕布    | 杜家福 | 蔡晓晴 | 李一丁 | 尤世军   |
| 6    | 连环计        | 杜家福 | 蔡晓晴 | 李一丁 | 尤世军   |
| 7    | 凤仪亭        | 杜家福 | 蔡晓晴 | 李一丁 | 尤世军   |
| 8    | 三让徐州      | 杜家福 | 沈好放 | 李一丁 | 尤世军   |
| 9    | 孙策立业      | 杜家福 | 沈好放 | 李一丁 | 尤世军   |
| 10   | 辕门射戟      | 杜家福 | 沈好放 | 李一丁 | 尤世军   |
| 11   | 宛城之战      | 杜家福 | 沈好放 | 李一丁 | 尤世军   |
| 12   | 白门楼 (上)   | 杜家福 | 沈好放 | 李一丁 | 尤世军   |
| 13   | 白门楼 (下)   | 杜家福 | 沈好放 | 李一丁 | 尤世军   |
| 14   | 煮酒论英雄    | 朱晓平 | 沈好放 | 李一丁 | 尤世军   |
| 15   | 袁曹起兵      | 朱晓平 | 沈好放 | 李一丁 | 尤世军   |
| 16   | 关羽约三事    | 朱晓平 | 沈好放 | 李一丁 | 尤世军   |
| 17   | 挂印封金      | 朱晓平 | 沈好放 | 李一丁 | 尤世军   |
| 18   | 千里走单骑    | 朱晓平 | 沈好放 | 李一丁 | 尤世军   |
| 19   | 古城相会      | 朱晓平 | 沈好放 | 李一丁 | 尤世军   |
| 20   | 孙策之死      | 朱晓平 | 沈好放 | 李一丁 | 尤世军   |
| 21   | 官渡之战 (上) | 朱晓平 | 沈好放 | 李一丁 | 尤世军   |
| 22   | 官渡之战 (下) | 朱晓平 | 沈好放 | 李一丁 | 尤世军   |
| 23   | 大破袁绍      | 朱晓平 | 沈好放 | 李一丁 | 尤世军   |

### 第二季：赤壁鏖战
| 集数 | 名称       | 编剧   | 导演   | 作曲   | 制片主任 |
| ---- | ---------- | ------ | ------ | ------ | -------- |
| 24   | 跃马檀溪   | 朱晓平 | 蔡晓晴 | 李一丁 | 张光前   |
| 25   | 刘备求贤   | 朱晓平 | 蔡晓晴 | 李一丁 | 张光前   |
| 26   | 回马荐诸葛 | 朱晓平 | 蔡晓晴 | 李一丁 | 张光前   |
| 27   | 三顾茅庐   | 朱晓平 | 蔡晓晴 | 李一丁 | 张光前   |
| 28   | 火烧博望坡 | 朱晓平 | 蔡晓晴 | 李一丁 | 张光前   |
| 29   | 携民渡江   | 刘树生 | 蔡晓晴 | 李一丁 | 张光前   |
| 30   | 舌战群儒   | 刘树生 | 蔡晓晴 | 李一丁 | 张光前   |
| 31   | 智激周瑜   | 刘树生 | 蔡晓晴 | 李一丁 | 张光前   |
| 32   | 周瑜空设计 | 刘树生 | 蔡晓晴 | 李一丁 | 张光前   |
| 33   | 群英会     | 刘树生 | 蔡晓晴 | 李一丁 | 张光前   |
| 34   | 草船借箭   | 刘树生 | 蔡晓晴 | 李一丁 | 张光前   |
| 35   | 苦肉计     | 刘树生 | 蔡晓晴 | 李一丁 | 张光前   |
| 36   | 庞统献连环 | 刘树生 | 蔡晓晴 | 李一丁 | 张光前   |
| 37   | 横槊赋诗   | 刘树生 | 蔡晓晴 | 李一丁 | 张光前   |
| 38   | 诸葛祭风   | 刘树生 | 蔡晓晴 | 李一丁 | 张光前   |
| 39   | 火烧赤壁   | 刘树生 | 蔡晓晴 | 李一丁 | 张光前   |
| 40   | 智取南郡   | 刘树生 | 蔡晓晴 | 李一丁 | 张光前   |
| 41   | 力夺四郡   | 刘树生 | 蔡晓晴 | 李一丁 | 张光前   |
| 42   | 美人计     | 刘树生 | 蔡晓晴 | 李一丁 | 张光前   |
| 43   | 甘露寺     | 刘树生 | 蔡晓晴 | 李一丁 | 张光前   |
| 44   | 回荆州     | 刘树生 | 蔡晓晴 | 李一丁 | 张光前   |

### 第三季：三足鼎立
| 集数 | 名称       | 编剧   | 导演           | 作曲   | 制片主任       |
| ---- | ---------- | ------ | -------------- | ------ | -------------- |
| 45   | 三气周瑜   | 刘树生 | 张中一、郝恒民 | 李一丁 | 单雨生、郝恒民 |
| 46   | 卧龙吊孝   | 刘树生 | 张中一         | 王宪   | 单羽生         |
| 47   | 割须弃袍   | 刘树生 | 张中一         | 李一丁 | 单羽生         |
| 48   | 张松献图   | 叶式生 | 张中一         | 王宪   | 单羽生         |
| 49   | 刘备入川   | 叶式生 | 张中一         | 王宪   | 单羽生         |
| 50   | 凤雏落坡   | 叶式生 | 张中一         | 王宪   | 单羽生         |
| 51   | 义释严颜   | 叶式生 | 张中一         | 王宪   | 单羽生         |
| 52   | 奪佔西川   | 叶式生 | 张中一         | 王宪   | 单羽生         |
| 53   | 单刀赴会   | 叶式生 | 孙光明         | 王宪   | 郝恒民         |
| 54   | 合肥会战   | 叶式生 | 孙光明         | 王宪   | 郝恒民         |
| 55   | 立嗣之争   | 叶式生 | 孙光明         | 王宪   | 郝恒民         |
| 56   | 定军山     | 叶式生 | 孙光明         | 王宪   | 郝恒民         |
| 57   | 巧取汉中   | 叶式生 | 孙光明         | 王宪   | 郝恒民         |
| 58   | 水淹七军   | 叶式生 | 孙光明         | 王宪   | 郝恒民         |
| 59   | 走麦城     | 叶式生 | 孙光明         | 王宪   | 郝恒民         |
| 60   | 曹操之死   | 周锴   | 孙光明         | 王宪   | 郝恒民         |
| 61   | 曹丕篡汉   | 周锴   | 孙光明         | 王宪   | 郝恒民         |
| 62   | 兴兵伐吴   | 周锴   | 孙光明         | 王宪   | 郝恒民         |
| 63   | 火烧连营   | 周锴   | 孙光明         | 王宪   | 郝恒民         |
| 64   | 安居平五路 | 李一波 | 孙光明         | 王宪   | 郝恒民         |

### 第四季：南征北战
| 集数 | 名称       | 编剧   | 导演   | 作曲 | 制片主任 |
| ---- | ---------- | ------ | ------ | ---- | -------- |
| 65   | 兵渡泸水   | 李一波 | 张绍林 | 王宪 | 张纪中   |
| 66   | 绝路问津   | 李一波 | 张绍林 | 王宪 | 张纪中   |
| 67   | 七擒孟获   | 李一波 | 张绍林 | 王宪 | 张纪中   |
| 68   | 出师北伐   | 李一波 | 张绍林 | 王宪 | 张纪中   |
| 69   | 收姜维     | 李一波 | 张绍林 | 王宪 | 张纪中   |
| 70   | 司马复出   | 李一波 | 张绍林 | 王宪 | 张纪中   |
| 71   | 空城退敌   | 李一波 | 张绍林 | 王宪 | 张纪中   |
| 72   | 司马取印   | 李一波 | 张绍林 | 王宪 | 张纪中   |
| 73   | 祁山斗智   | 李一波 | 张绍林 | 王宪 | 张纪中   |
| 74   | 诸葛妆神   | 李一波 | 张绍林 | 王宪 | 张纪中   |
| 75   | 六出祁山   | 李一波 | 张绍林 | 王宪 | 张纪中   |
| 76   | 火熄上方谷 | 李一波 | 张绍林 | 王宪 | 张纪中   |
| 77   | 秋风五丈原 | 李一波 | 张绍林 | 王宪 | 张纪中   |

### 第五季：三分归一
| 集数 | 名称       | 编剧 | 导演   | 作曲 | 制片主任 |
| ---- | ---------- | ---- | ------ | ---- | -------- |
| 78   | 诈病赚曹爽 | 周锴 | 张中一 | 王宪 | 单羽生   |
| 79   | 吴宫干戈   | 周锴 | 张中一 | 王宪 | 单羽生   |
| 80   | 兵困铁笼山 | 周锴 | 张中一 | 王宪 | 单羽生   |
| 81   | 司马昭弑君 | 周锴 | 张中一 | 王宪 | 单羽生   |
| 82   | 九伐中原   | 周锴 | 张中一 | 王宪 | 单羽生   |
| 83   | 偷渡阴平   | 周锴 | 张中一 | 王宪 | 单羽生   |
| 84   | 三分归晋   | 周锴 | 张中一 | 王宪 | 单羽生   |

## 播映及反响
《三国演义》在1995年1～2月春节期间在中国大陆放映时，月收视率达到29.8%和28.4%，仅次于《新闻联播》《焦点访谈》和几场大型文艺晚会如1995年春晚等。
1994年8月，泰国第9电视台开始独家首播《三国演义》，甚至早于中国的中央电视台。放映期间深受观众喜爱，收视率已达到或超过港台武打片和美国好莱坞片。11月，电视台应观众要求，将播映频率从每周两集增加到每周三集。
1996年，美国电视台也放映了《三国演义》的英文字幕版本，引起轰动。同年10月25日播毕后，美国民众盛赞“该剧是一部不朽的作品，场面宏大、演技高超、真实感人”，并对配备英文字幕十分赞赏，认为翻译工作十分不易。
| 播出日期                       | 播出频道              | 備註                                                                     |
| ------------------------------ | --------------------- | ------------------------------------------------------------------------ |
| 1994年2月10日                  | 中央电视台一套        | 94年春节联欢晚会后试播两集：《桃园三结义》（第一集）《连环计》（第六集） |
| 1994年8月15日 - 1995年3月      | 泰国第9电视台         | 每周2集（星期一、二晚） / 1994年11月起每周3集（星期一、二、三晚）        |
| 1994年10月23日 - 1995年2月20日 | 中央电视台一套        | 中国大陆正式首播                                                         |
| 1995年4月5日 - 1995年9月29日   | 日本NHK卫星第2频道    |                                                                          |
| 1995年8月21日 - 1995年12月     | 香港亚洲电视台 本港台 |                                                                          |
| 1996年 - 1996年10月25日        | 美国                  |                                                                          |

## 制作人员
- 总制片人：任大惠
- 总导演：王扶林

## 主要演员
注：粗体字为该剧中各单元部分的主要角色。

| - 刘备：孙彦军饰（原版配音：齐杰、李立宏） - 诸葛亮：唐国强饰（原版配音：徐涛、唐国强） - 关羽：陆树铭饰（原版配音：刘润成） - 张飞：李靖飞饰（原版配音：党同义） - 趙雲：楊凡（第一部、第三部）、張山（第二部）、侯永生（第四部）飾 - 馬超：安亞平飾 - 黃忠：王洪濤（第二部、第三部孙光明部分）、叶钧（第三部张中一部分）飾 - 龐統：祝士彬（第二部）、金書貴（第三部）飾 - 姜維：張天舒（第四部）、樊志起（第五部）飾 - 魏延：劉威（第二部）、王曉穎（第三部张中一部分）、王紹文（第三部孙光明部分）、王心海（第四部）飾 - 法正：時來群（第三部张中一部分）、張民甫（第三部孙光明部分）飾 - 馬良：王顯和（第三部张中一部分）、李平（第三部孙光明部分）飾 - 嚴顏：王文有（第三部张中一部分）、林中华（第三部孙光明部分）飾 - 周倉：劉潤成飾 - 關平：丁志勇（第二部）、陳兵（第三部）飾 - 關興：顾建荣（第三部）、李威（第四部）飾 - 張苞：遲國棟飾 - 趙累：韓新民飾 - 簡雍：安基飾 - 糜芳：隗和國飾 - 孫乾：郭家慶（第一部）、夏均寅（第二部）飾 - 糜竺：朱秉謙（第一部）、楊乃煌（第二部）、任東升（第三部）飾 - 廖化：芒來（第一部）、杜文祿（第四部）、陳之輝（第三部、第五部）飾 - 劉禪：陳婧幼年、李華彤（第三部）、李鐵（第四部）、魯繼先（第五部）飾 - 鄧芝：姬成功（第三部）、李志毅（第四部）飾 - 王平：崔岱飾 - 馬謖：張治中（第四部）飾 - 馬岱：李建平（第四部）、陳關欣（第三部）飾 - 費禕：李弘飾 - 蔣琬：劉宏坤飾 - 孟達：嚴鳳崎、張楠飾 - 李豐：王強、張積民飾 - 王甫：遲重根飾 - 劉封：趙振平飾 - 高翔：袁利堅飾 - 李恢：王志強飾 - 許靖：張勤飾 - 夏侯霸：石天生（第四部）、沈雙存（第五部）飾 - 伊籍：劉龍濱（第一部）、王輝（第三部）飾 - 郤正：洪希邁飾 - 黃皓：曾革飾 - 吳班：李世纔飾 - 馬忠：張浩飾 - 胡班：葉金森飾 - 張翼：齊文強（第四部）飾 - 張嶷：莫道爾吉飾 - 陳式：張世軍、陳德寶飾 - 楊儀：孟憲禮飾 - 李福：李保安飾 - 王韜：鄭大鵬飾 - 諸葛瞻：蘇崇山飾 - 譙周：刘杰（第四部）、王鳳文（第五部）飾 - 劉諶：陳旭飾 - 秦宓：王忠信飾 - 范疆：魏德山飾 - 張達：徐曉偉飾 - 孙权：恽蒋铮（第一部）、吴晓东（第二部、第三部、第四部）饰 - 周瑜：洪宇宙饰（原版配音：曲敬国） - 孙策：濮存昕饰 - 孫堅：吳曉東飾 - 張昭：周繼偉飾 - 魯肅：曹力（第二部）、馬玉良（第三部张中一部分）、宋幫桂（第三部孙光明部分）飾 - 程普：閻懷禮（第一部沈好放部分）、陈惠良（第二部）飾 - 黃蓋：吳桂苓（第一部）、許福印（第二部）飾 - 韓當：朱軍（第二部）飾 - 呂蒙：初國良（第三部）、郭沫浪（第二部）飾 - 陸遜：高飛飾 - 諸葛瑾：種玉杰（第二部）、汪兆桂（第三部）飾 - 太史慈：李洪濤（第一部）、陳之輝（第二部）飾 - 甘寧：韓冬（第二部）、張玉海（第三部）飾 - 周泰：尹偉（第二部）、張瑩（第三部）飾 - 潘璋：黑水寬（第二部）、孫啟成（第三部）飾 - 凌統：王剛（第二部）、韓增祥（第三部）飾 - 闞澤：張喜前（第二部）飾 - 丁奉：劉紹春（第二部）、王奕（第三部、第五部）飾 - 徐盛：張曉明飾 - 呂範：唆二勇飾 - 顧雍：李燕平（第二部）飾 - 程秉：董九如（第二部）飾 - 陸績：趙丕玉飾 - 虞翻：楚建富飾 - 嚴畯：李譚飾 - 薛綜：王鷹飾 - 喬國老：江金飾 - 孫休：潘粵明飾 - 諸葛恪：何冰飾 - 孙峻：何金龙飾 - 孙綝：刘大刚飾 - 許貢：孫杰飾 - 蔣欽：楊勝雁飾 - 賈華：趙恩杰飾 - 陳武：張力威飾 - 周善：張洪順飾 - 程咨：任萌飾 | - 曹操：鲍国安饰 - 司馬懿：唐振環（第三部）、魏宗万（第四部、第五部）饰 - 郭嘉：蔣愷飾 - 許攸：石小滿飾 - 楊修：畢彥君飾 - 蔣幹：周舟飾 - 荀彧：顧嵐飾 （配音：顧嵐（前期）、齐克健（後期）） - 荀攸：戴敬國（第一部）、于家乃（第三部）飾 - 程昱：戴敬國（第一部）、于連増（第二部）飾 - 賈詡：李緒良（第一部）、徐永亮（第三部）飾 - 劉曄：蕭魯（第二部）、馬玉森（第一部）、魏憲（第三部）飾 - 夏侯惇：巴拉珠爾（第一部）、魯建國（第二部）、段泽生（第三部）飾 - 夏侯淵：錢玉林飾 - 曹仁：邰祖辉（第二部）、許德山（第三部）飾 - 曹洪：全力平（长坂坡）、霍尔查（南郡之战）、巴拉珠尔（铜雀台）、马奉年（割须弃袍）、王捷（第三部孙光明部分）飾 - 張遼：徐少華（第一部）、張亞坤（第二部）、王衛國（第三部）飾 - 張郃：徐曉偉（第二部）、王化南（第三部）、邢國洲（第四部）飾 - 徐晃：霍爾察（第一部）、劉洪林（第二部）、謝東（第三部张中一部分）、尼格木圖（第三部孙光明部分）飾 - 禁：薛勇（第一部）、斯琴畢力格（第二部）、齊克建（第三部）飾 - 典韋：張甲田飾 - 许褚：王建國（第一部）、盧映（第二部蔡晓晴部分）、陳之輝（第二部张中一部分）、韓東（第三部）飾 - 李典：張英武（第一部）、桑寶（第二部）、張京海（第三部）飾 - 樂進：沈龍飾 - 文聘：芒萊（第二部蔡晓晴部分）、畢力格（第二部张中一部分）飾 - 龐德：張元鵬飾 - 韓浩：楊子斌飾 - 辛毗：馬星耀（第一部）飾 - 刘馥：姬崇恭飾 - 劉岱：霍尔查飾 - 孟坦：蘇德斯琴飾 - 韓福：于榮光飾 - 王植：莫歧飾 - 韓猛：蘇德斯琴飾 - 秦良：陳長龍飾 - 夏侯霸：石天生（第四部）、沈雙存（第五部）飾 - 夏侯楙：王基明飾 - 司馬望：呂鎖森飾 - 毛玠：周惠林飾 - 張虎：田野飾 - 夏侯傑：楊立新飾 - 曹丕：楊俊勇飾 - 曹植：王良波飾 - 曹叡：王光輝（第四部）、张中一（第五部）飾 - 曹彰：沈龍飾 - 曹休：郝忠谦（第四部）飾 - 曹羲：遲重根飾 - 曹訓：孫振纔飾 - 曹爽：康銘飾 - 曹髦：姬晨牧飾 - 曹芳：安志懿飾 - 曹奐：汪涵飾 - 司馬師：潘引来（第四部）、雷鐵流（第五部）飾 - 司馬昭：李赤尤（第四部）、高蘭村（第五部）飾 - 鄧艾：王洪光飾 - 鍾會：管越飾 - 鄧忠：吳文慶飾 - 郭淮：常玉平（第四部）、孫啟成（第五部）飾 - 曹真：鄭強飾 - 陳泰：劉英魯飾 - 夏侯尚：焦玉成飾 - 夏侯玄：郝躍國飾 - 張緝：尹華生飾 - 鍾繇：劉庚飾 - 曹純：遲重根飾 - 王經：張洪英飾 - 蘇越：許宏達飾 - 許允：王幼童飾 - 成濟：張平飾 - 邵悌：王鷹飾 - 丘建：趙丕玉飾 - 胡烈：蔣祟俠飾 - 胡淵：齊鍵波飾 - 桓範：文毫飾 - 李勝：楊艾夫飾 - 蔣濟：劉義飾 - 費耀：齊文強飾 - 郝昭：李世纔飾 - 孫禮：楊軍飾 - 王朗：董驥（第四部）飾 - 馬遵：秦寶林飾 - 楊陵：高小寶飾 - 崔諒：李松橋飾 - 張當：朱德倉飾 - 秦琪：劉立偉飾 - 華歆：宋戈（第三部）、秦寶林（第四部）飾 - 陳群：張世軍飾 - 師纂：鄭緒飾 - 师勖：姬成功（姬崇恭）飾 - 王垕：張福元飾 - 王忠：芒來飾 - 秦慶童：冬小虎飾 - 高覽：芒來飾 - 黃權：张于枢飾 - 吳質：薛富英飾 - 丁儀：劉明月飾 - 滿寵：庚奇 - 成何：王毅 - 李伏 ：张国臣 饰 |

### 東漢
| - 吕布：张光北饰（原版配音：赵述仁） - 貂蝉：陈红飾 - 董卓：里坡饰 - 袁紹：洪宇宙（第一部蔡晓晴部分，原版配音：曲敬国）、李庆祥（第一部沈好放部分，原版配音：李建義）飾 - 李儒：畢彥君飾 - 王允：譚宗堯飾 - 陳宮：李建義（第一部蔡晓晴部分）、修宗迪（第一部沈好放部分）飾 - 漢獻帝：尹申（第一部蔡晓晴部分）、蘇可（第一部沈好放部分）、鮑大志（第三部）飾 - 漢少帝：朱峰飾 - 張角：袁志光飾 - 張寶：不详（出演片段被刪去） - 张梁：马精武飾 - 何進：張福元飾 - 袁術：陳友旺（第一部蔡晓晴部分）、王福生（第一部沈好放部分）飾 - 公孫瓚：楊凡飾 - 鮑信：陳之輝飾 - 丁原：芮麗容飾 - 蔡邕：秦昭飾 - 盧植：楊兆泉飾（原版配音：赵述仁） - 張溫：王勉之飾 - 伍孚：劉建為飾 - 孔融：鄭榕飾 - 董承：劉龍飾 - 吉平：丁志誠飾 - 普淨：郭家慶飾 - 李肅：嚴燕生飾 （原版配音：李建义） - 張繡：韓善續飾 - 胡车儿：于伟杰飾 - 陳珪：紐荼亮飾 - 陳登：王長利飾 - 陶謙：張瞳飾 - 劉表：張達飾 - 徐庶：翟萬臣飾 - 黃承彥：王洪武（第二部）飾、陈惠良（第三部）飾 - 司馬徽：蘇民飾 - 諸葛均：石霓飾 - 崔州平：趙小川飾 - 石韜：馬書良飾 - 孟建：嚴風歧飾 - 顏良：謝加起飾 - 郭圖：郭壽陽飾 - 袁譚：鄧小光飾 - 陳琳：王濤飾 - 田豐：張連重飾 - 淳于瓊：周萬紅飾 - 沮授：王志強飾 - 審配：王顯飾 - 劉琦：尹力飾 - 劉琮：梁遲飾 | - 蔡瑁：么岳飾 - 蔡中：李小舟飾 - 蔡和：李化飾 - 鮑隆：薛文成飾 - 趙範：李寶華飾 - 韓玄：黃小力飾 - 張松：張炬飾 - 劉璋：梁震亞飾 - 蒯越：馬吉春飾 - 張任：周中和飾 - 劉璝：劉宗仁飾 - 張魯：馬玉良飾 - 楊松：劉建為飾 - 鮑忠：劉少春飾 - 督郵 ：狄鳳程飾 - 鄭泰 ：韓新民飾 - 潘隱 ：龐大新飾 - 張讓 ：謝志堅飾 - 蹇碩 ：蘇建宇飾 - 呂伯奢：曹世驤飾 - 華雄 ：王寶奇飾 - 紀靈：王洪壽飾 - 曹豹：王英杰飾 - 韓胤：王昱和飾 - 伏完：王忠信飾 - 王子服：施長金飾 - 陳震：任寶成飾 - 斐元紹：薛勇飾 - 于吉：楊寶和飾 - 宋忠：黃平剛飾 - 馬騰：黃文俊飾 - 馬休：梁志文飾 - 韓遂：王奕飾 - 王累：王德林飾 - 冷苞：王志剛飾 - 華佗：王忠信飾 - 漢和帝：不详 - 漢殇帝：不详 - 漢安帝：不详 - 漢顺帝：不详 - 漢冲帝：不详 - 漢质帝：不详 - 漢桓帝：不详 - 漢灵帝：不详 |

| - 賈充：韓新民飾 - 司馬炎：韓青飾 - 賈模：葉超飾 - 孟獲：胡戰利飾（原版配音：里坡） - 董荼那：秦寶林飾 - 阿會喃：杜文祿飾 - 孟優：李冬果飾 - 朵思大王：劉赫飾 - 孟節：李延魁飾 - 楊鋒：司耕田飾 - 木鹿大王：張洪傑飾 - 兀突骨：竇永祥飾 - 迷當：張旭挺飾 - 俄何燒戈：段棟飾 - 许贡三家客：吳剛 王剛 劉樺飾 - 田四：王鐵軍飾 - 徐威：張曉明 - 吳押獄：洪宗義 - 劉備大婚司儀：馬子俊飾 | - 貂蝉：陈红飾 - 甄夫人：史兰芽飾 - 孫夫人：趙越飾 - 小喬：何晴飾 - 大喬：龚麗君飾 - 何太后：郑天玮飾 - 董太后：呂中飾 - 伏皇后：不详 - 糜夫人：許娣（第一部）、王璐瑶（第二部）飾 - 甘夫人：伊淑芳（第一部）、郭淑萍（第二部）飾 - 黃忠之妻：喬琛飾 - 蔡夫人：劉曉媚飾 - 徐庶之母：澹台仁慧飾 - 田氏：高寶寶飾 - 嚴氏：高寶寶飾 - 樊氏（趙範之嫂）：蓋克飾 - 姜維母親：張登橋飾 - 崔夫人：壯麗飾 - 吳國太：陳秀英（第一部）、林默予（第三部）、俞若娟（第二部）飾 - 祝融夫人：李雲娟飾 - 鄒氏：魏慧麗飾 - 呂布之女：劉岩飾 - 吳妻：劉力飾 |

### 军人
因剧中战争场面众多，剧组动员了大量军人参加表演。参与拍摄部队包括中国人民解放军39811部队；北京军区52854部队、51056部队；南京军区83226部队、83235部队、83422部队；成都军区77226部队。

## 配乐
该电视剧的音乐由著名音乐家谷建芬、李一丁和王宪作曲，著名文学家王健作词。
| #  | 曲目                  | 相关角色               | 补充信息                                        |
| -- | --------------------- | ---------------------- | ----------------------------------------------- |
| 1  | 临江仙·滚滚长江东逝水 |                        | 片头曲、第84集片尾曲 - 由杨慎作词，杨洪基演唱。 |
| 2  | 历史的天空            |                        | 片尾曲 - 由王健作词，毛阿敏演唱。               |
| 3  | 这一拜                | 刘备、关羽、张飞       | 插曲、第19集片尾曲 - 由王健作词，刘欢演唱。     |
| 4  | 烈火雄风              | 赤兔马                 | 插曲 - 由王健作词，吕继宏演唱。                 |
| 5  | 貂蝉已随清风去        | 貂蝉                   | 第7集片尾曲 - 由王健作词，万山红演唱。          |
| 6  | 淯水吟                | 曹操、邹氏、典韦       | 插曲 - 由王健作词，毛阿敏演唱。                 |
| 7  | 有为歌                | 诸葛亮                 | 插曲 - 由王健作词。戴建明演唱。                 |
| 8  | 民得平安天下安        | 刘备                   | 插曲 - 由王健作词。崔京浩演唱。                 |
| 9  | 豹头环眼好兄弟        | 张飞                   | 插曲 - 由王健作词。尹相杰演唱。                 |
| 10 | 当阳常志此心丹        | 赵云                   | 插曲 - 由王健作词。崔京浩演唱。                 |
| 11 | 丈夫歌                | 周瑜                   | 插曲 - 由李一丁配乐，吕继宏演唱。               |
| 12 | 短歌行                | 曹操                   | 插曲 - 由曹操作词，杨洪基演唱。                 |
| 13 | 江上行                | 关羽                   | 插曲 - 由王健作词，崔京浩演唱。                 |
| 14 | 七步诗                | 曹植                   | 插曲 - 由曹植作词，刘欢演唱。                   |
| 15 | 哭诸葛                | 诸葛亮                 | 插曲 - 由王健作词，刘欢演唱。                   |
|    | 明主求贤兮却不知吾    | 徐庶                   | 由罗贯中作词                                    |
|    | 一夜北风寒            | 司马徽                 | 由罗贯中作词。                                  |
|    | 壮士功名尚未成        | 石广元、孟公威         | 由朱晓平作词。                                  |
|    | 南阳有隐居            | 诸葛亮                 | 由罗贯中作词。                                  |
|    | 谁肯论英雄            | 石广元、孟公威         | 由朱晓平作词。                                  |
|    | 子夜四时歌            | 刘备、孙尚香           | 歌词出自南朝乐府《子夜歌》，由李一丁作曲。      |
|    | 战宛城                | 曹操、典韦             |                                                 |
|    | 蒼天已死              | 黄巾軍主題             | 配樂                                            |
|    | 東臨碣石              | 曹操主題               | 配樂                                            |
|    | 虎牢關                | 三英及呂布主題         | 配樂                                            |
|    | 貂禪舞                | 貂禪見董卓主題         | 配樂                                            |
|    | 盤古舞                | 曹操主題               | 配樂 - 中原舞蹈文化配樂                         |
|    | 巴渝舞                | 周瑜主題               | 配樂 - 宴請劉備暗伏殺機                         |
|    | 隆中金秋·春回隆中     | 諸葛亮主題             | 配樂 - 有為歌變奏·清越調                        |
|    | 得勝令                | 東吳水軍主題           | 配樂                                            |
|    | 誓取江南              | 曹軍主題               | 配樂 - 18路諸侯盟誓時亦用此曲                   |
|    | 水榭劍舞              | 劉備、孫尚香主題       | 配樂                                            |
|    | 長河吟                | 周瑜主題               | 配樂 - 古琴曲                                   |
|    | 刮骨療毒              | 關羽主題               | 配樂 - 江上行變奏，走麥城亦是，但更悲切         |
|    | 落鳳坡·魂壯綿竹關     | 龐統、諸葛瞻主題       | 配樂 - 主題歌旋律的變奏·悲愴調                  |
|    | 天下第一江山          | 劉備、孫權主題         | 配樂 - 主題歌旋律的變奏·悠遠調之二              |
|    | 陸遜掛印              | 陸遜主題               | 配樂                                            |
|    | 白象出陣              | 木鹿大王主題           | 配樂                                            |
|    | 出兵北伐              | 蜀漢軍主題             | 配樂 - 主题歌旋律的變奏·雄壯調                  |
|    | 一出岐山              | 老年趙雲主題           | 配樂                                            |
|    | 門旗開處              | 諸葛亮、張苞、關興主題 | 配樂                                            |
|    | 秋風五丈原            | 諸葛亮主題             | 配樂 - 有為歌變奏·嘆惋調                        |
|    | 九伐中原              | 姜維主題               | 配樂                                            |
|    | 摹天嶺前              | 鄧艾主題               | 配樂                                            |
|    | 姜維殉國              | 姜維主題               | 配樂                                            |
|    | 魏宮蜀舞              | 司馬昭、劉禪主題       | 配樂                                            |
|    | 四海歸一              | 司馬炎主題             | 配樂                                            |

## 製作費用
《三國演義》耗資1.7億人民幣製作，是中國歷史上耗資最多所製作的電視劇。近1亿元用于建造拍摄基地，7千萬元用於拍摄工作。製作工作的最初是於涿州搭建中國两座最大的摄影棚，每座面积为1,200平方米，两棚總共耗资約4千萬元；於无锡的“唐城”和“汉城”則共约耗资兩千萬元；於无锡的“吴王宫”、“水寨”及“甘露寺”等，耗资逾1亿元；於涿州的“汉城墙”、“街道”及“铜雀台”則耗资約3千萬元；此外，服装1千余种、3万多套，耗资约5百万元；道具近7万余件，耗资约7百万元。
《三國演義》包含了三國歷史上其中三场場面宏伟壮观的著名战役——官渡之战、赤壁大战及彝陵之战；以於1992年6月拍摄的官渡之战为例，就动用了一师的兵力，耗资約40万元。在製作赤壁大战的战争场面和错综复杂的水战及火烧战船的拍摄难题，特別組織了特技美工组。特技美工组参照了實際環境的数据，以8：1或12：1的比例缩小微細地製作了14艘模型戰船、150顶军帐、水窑、点将台、寨门10座、草人4千个、将士（石膏人）1千5百个、军旗兩千面、粮仓30座及曹营水陆寨各一座，仅此一项耗资几十万元。

## 網絡模因文化
在第69集中，諸葛亮（唐國強飾）與王朗（董驥飾）對陣中的對白被許多bilibili網友改編鬼畜視頻，多為唱歌型的作品，也有RAP型作品，這種類型的作品至今在该网站的投稿數量已超過百部。另外，第71集诸葛亮城楼弹琴退敌（空城计）的部分也经常被制作成音MAD作品。

## 节目变迁
| 中国中央电视台综合频道 黄金剧场 週日至週五 20:00~21:00 | 中国中央电视台综合频道 黄金剧场 週日至週五 20:00~21:00 | 中国中央电视台综合频道 黄金剧场 週日至週五 20:00~21:00 |
| ------------------------------------------------------ | ------------------------------------------------------ | ------------------------------------------------------ |
|                                                        | 三国演义 (第一、二部) （1994.10.23 - 1994.12.19）      |                                                        |
| 法官潘火中 （1994.10.13 - 1994.10.21）                 | 住别墅的女人 （1994.12.22 - 1995.1）                   |                                                        |
| 住别墅的女人 （1994.12.22 - 1995.1）                   | 三国演义 (第三、四、五部) （1995.1.6 - 1995.2.20）     | 洋行里的中国小姐 （1995.2.21- 1995.3）                 |

| 重温经典频道 电视剧剧场一 週一至週日 19:00-21:00 | 重温经典频道 电视剧剧场一 週一至週日 19:00-21:00 | 重温经典频道 电视剧剧场一 週一至週日 19:00-21:00 |
| ------------------------------------------------ | ------------------------------------------------ | ------------------------------------------------ |
|                                                  | 三国演义 （2024.3.24 - 2024.5.4）                |                                                  |
| 水浒传 （2024.3.2 - 2024.3.23）                  | 末代皇帝 （2024.5.5 - ）                         |                                                  |